# آل ماكولا
آل ماكولا كانت عائلة فارسية نبيلة كان نشاطها الأساسي في بغداد في القرن الحادي عشر. أنتجت العائلة العديد من رجال الدولة البارزين، مثل أبي علي حسن بن مكولا، الذي شغل منصب الوزير في الدولة البويهية؛ وعلماء مثل ابن ماكولا.